# Verger-sur-Dive
Verger-sur-Dive est une ancienne commune française située dans le département de la Vienne, en région Nouvelle-Aquitaine. Elle est associée à la commune de La Grimaudière depuis 1973.

## Géographie
En Haut-Poitou, dans le nord-ouest du département de la Vienne, Verger-sur-Dive forme la partie sud-est de la commune de La Grimaudière.

## Histoire
Marconnay, commune créée à la Révolution, prend ensuite les noms de Sainte-Radegonde en 1801, puis Sainte-Radegonde-de-Marconnay. En 1864, elle prend son nom actuel de Verger-sur-Dive.
À la suite d'un arrêté préfectoral du 29 juin 1972, elle entre en fusion-association avec celle de La Grimaudière le 1er janvier 1973, tout comme Notre-Dame-d'Or.

## Politique et administration

### Politique environnementale
Dans son palmarès 2024, le Conseil national de villes et villages fleuris de France a attribué une fleur à la commune.

## Démographie
Au 1er janvier 2013, la commune associée de Verger-sur-Dive compte 92 habitants.
| 1793 | 1800 | 1806 | 1821 | 1831 | 1836 | 1841 | 1846 |
| ---- | ---- | ---- | ---- | ---- | ---- | ---- | ---- |
| 281  | 289  | 289  | 320  | 332  | 345  | 324  | 337  |

| 1851 | 1856 | 1861 | 1866 | 1872 | 1876 | 1881 | 1886 |
| ---- | ---- | ---- | ---- | ---- | ---- | ---- | ---- |
| 335  | 320  | 312  | 319  | 317  | 317  | 315  | 308  |

| 1891 | 1896 | 1901 | 1906 | 1911 | 1921 | 1926 | 1931 |
| ---- | ---- | ---- | ---- | ---- | ---- | ---- | ---- |
| 308  | 261  | 230  | 227  | 235  | 225  | 226  | 182  |

| 1936 | 1946 | 1954 | 1962 | 1968 | - | - | - |
| ---- | ---- | ---- | ---- | ---- | - | - | - |
| 187  | 181  | 183  | 171  | 154  | - | - | - |